# 타이산 원자력 발전소

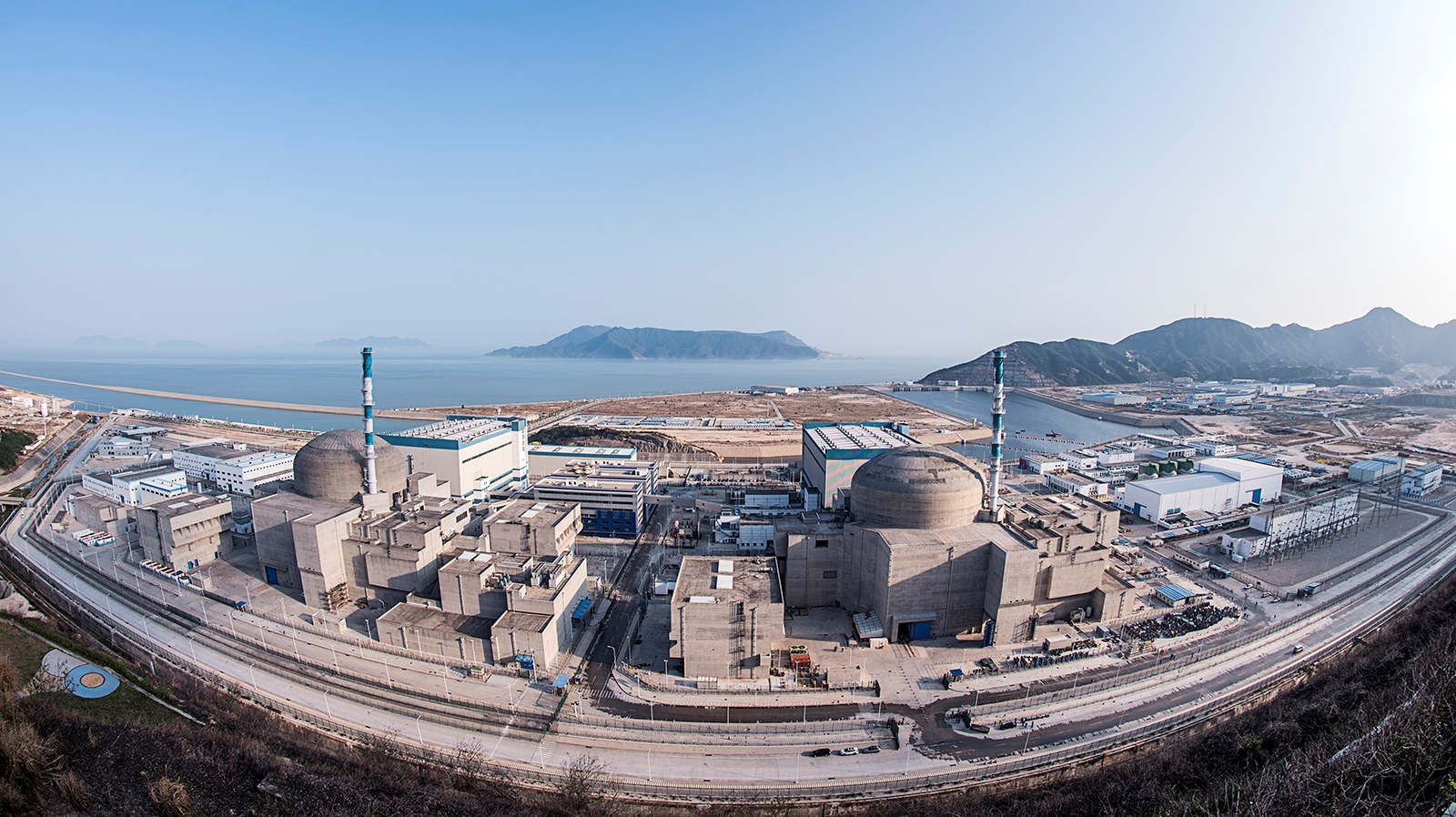

타이산 원자력 발전소(중국어: 台山核电站, 병음: Táishān Hédiànzhàn)는 중화인민공화국 광둥성 타이산시에 있는 원자력 발전소이다. 유럽 가압수형 원자로(EPR) 2기가 있다. 1호기는 2018년 12월, 2호기는 2019년 9월부터 상업 운전을 시작했다. 원자로의 발전 용량은 각각 1750 MWe이다.

## 2021년 누출
2021년 6월 14일, CNN은 6월 8일 미국에 전달된 프라마톰의 보고서에 따르면 타이산 원자력 발전소가 누출로 의심된다고 보도했다. 이 사건은 2021년 4월 11일 이전에 보고된 0급 사건이다. 프라마톰이 제공한 추가 세부 사항은 이 문제가 타이산 1호기의 1차 회로에 있는 제논과 크립톤 비활성 핵분열 가스가 연료봉 하우징의 누출로 인해 축적된 것임을 밝혔다.
6월 15일 일본은 가장 가까운 요나구니섬의 방사선 감시 초소에서 "데이터 이상"을 측정하지 않았다고 보고했다.
미국의 핵 과학자 리닝(Li Ning)은 CNN이 "두더지가 파놓은 흙더미에서 산을 찾는 것"이라고 비판하면서, 어떤 원자로에서든 연료 피복재에서 "무고장"를 예상하는 것은 비현실적이라고 말했다. 리는 또한 미디어가 "적절한 정도의 위험을 감수하길 꺼린다"고 말하며 서구의 원자력 발전이 쇠퇴했다고 비평하면서, "석탄 화력 발전소는 원자력 발전소보다 더 많은 방사능을 방출할 수 있다"고 말했다.
2021년 6월 16일 중화인민공화국 생태환경부는 국가핵안전국 명의의 담화문을 발표했다. 1호 원자의 연료봉 6만 개 중 5개(0.01%)가 피복 결함이 있을 것으로 추정되며, 이 비율은 설계 최대 고장률 0.25% 이내에서 든다는 것이다. 발전소에서 방사능 방출이 없었으며 방사능 수준의 작은 증가는 1차 냉각수 회로에 국한되었다고 말했다.